# Молдова на «Евровидении-2010»
В 2010 году Молдова приняла участие в конкурсе песни «Евровидение» в шестой раз. Выбор представителя прошёл в прямом эфире телеканала «Moldova 1» путём открытого национального отбора 6 марта 2010 года. Победителем стали, выступавшие под номером 3, SunStroke Project и Оля Тира. Именно они представляли Молдову на конкурсе песни Евровидение 2010, который прошел в Осло с 25 по 29 мая 2010 года.

## Исполнитель
SunStroke Project — молдавская группа,основой которой составляет симбиоз клубной музыки и электронного стилю,а также гармония скрипки и саксофона.
Оля Тира — молдавская певица и модель. Несмотря на то, что ей всего 21 год, она уже успела принять участие во многих международных конкурсах и фестивалях, а также записала свой первый альбом «Your place or mine?»

## Песня
«Run Away» (с англ. — «Убегай») — песня, с которой Оля Тира и SunStroke Project представляли Молдову на конкурсе песни «Евровидение-2010» в Норвегии.

## Национальный отбор
Молдова выбирает участника на Евровидение в рамках национального финала конкурса «O Melodie pentru Europa» (Песня для Европы), организованная молдавским вещателем ТRМ (Тeleradio-Moldova).
Молдавский национальный отбор проходил в два полуфинала, состоявшихся 27 и 28 февраля 2010 года, и финал 6 марта. 30 песен соревновались в двух полуфиналах.
TRM начал свой отбор 15 декабря, когда компания начала прием заявок от претендентов. Крайний срок приема заявок от претендентов был назначен на 8 января. Только молдавские исполнители могли быть допущены, или, по крайней мере один вокалист в группе должен быть гражданином Молдовы, из которых не более двух иностранцев в группе в целом. TRM также пригласила зарубежных композиторов, чтобы принять участие в отборе: они могли сами найти подходящих молдавских певцов для их записи или представить TRM демозапись, и компания уже будет для неё искать заинтересованных местных исполнителей.
TRM опубликовала официальный текст правил национального отбора к конкурсу Евровидение 2010. TRM заявила, что даже во время кризиса, при спонсорской поддержке от компании «Orange», TRM вновь подает свою заявку на участие в конкурсе.

### Претенденты
Рекордное количество заявок поступило на участие в молдавском отборе — 87 песен, из которых половина была получена в течение последнего дня приема заявок.
Среди «ветеранов» отбора, принимающих очередную попытку:
- Оля Тира
- Cezara
- Millenium
- Dana Marchitan
- Sergiu Kuzenkoff
- Galina Scoda

Среди новых известных имен:
- Паша Парфени
- Борис Коваль
- группа Akord

Вопреки различным слухам, заявок от Дана Балана, а также дуэта Натальи Гордиенко и Михая Трайстариу не поступило.

## Голосование

### Полуфиналы
2 полуфинала прошли 27 и 28 февраля. В каждом полуфинале выступали 15 исполнителей, 7 песен из каждого полуфинала проходят в финал.
| Номер | Исполнитель                     | Песня                  |
| ----- | ------------------------------- | ---------------------- |
| 1     | Mihai Teodor                    | "Ai-Ai-Ai"             |
| 2     | Corina Cuniuc and Denis Latâşev | "Forever"              |
| 3     | Doinița Gherman                 | "Meloterapia"          |
| 4     | SunStroke Project & Оля Тира    | "Run Away"             |
| 5     | Millenium                       | "Before You Go"        |
| 6     | Marcel Rosca                    | "If Love Is The Thing" |
| 7     | Nicoleta Gavrilita              | "De tristețe"          |
| 8     | Dyma                            | "Manipulate"           |
| 9     | JJ Jazz                         | "So Many Questions"    |
| 10    | Todo                            | "Dance 4 Life"         |
| 11    | Eugen Doibani                   | "Love Sweet Love"      |
| 12    | Monkey Mind and Daniela         | "Smile"                |
| 13    | Dana Marchitan                  | "Day and Night"        |
| 14    | Constantinova and Fusu          | "The Robbery"          |
| 15    | Carolina Gorun                  | "Addicted"             |

| Номер | Исполнитель       | Песня                  |
| ----- | ----------------- | ---------------------- |
| 1     | Boris Covali      | "No Name"              |
| 2     | Pavel Turcu       | "Imn Eurovision"       |
| 3     | Gloria            | "I'm Not Alone"        |
| 4     | Pasha Parfeni     | "You Should Like"      |
| 5     | Alexandru Manciu  | "Rămîi lîngă mine"     |
| 6     | Mariana Mihaila   | "Say I'm Sorry"        |
| 7     | Vitalie Toderascu | "Ti-auduci aminte"     |
| 8     | Gicu Cimbir       | "Cine sunt eu"         |
| 9     | Irina Tarasiuc    | "Lucky Star"           |
| 10    | Cristy Rouge      | "Don't Break My Heart" |
| 11    | Veronica Lupu     | "Poza ta"              |
| 12    | Valeria Tarasova  | "See You Soon"         |
| 13    | MBeyline          | "Never Step Back"      |
| 14    | Brand             | "S.O.S."               |
| 15    | Cristina Croitor  | "My Heart"             |

### Финал
Окончательный выбор песни состоялся 6 марта. 14 песен претендовали представлять страну на Евровидении - семь полуфиналистов из каждого полуфинала - и победителя определяют путём совместного голосования жюри и телеголосования. Телеголосование началось после выступления первого конкурсанта и закончилось спустя 10 минут после выступления последнего участника.
| Номер | Исполнитель                  | Песня              | Жюри | Зрители | Итого | Место |
| ----- | ---------------------------- | ------------------ | ---- | ------- | ----- | ----- |
| 1     | Doinița Gherman              | "Meloterapia"      | 0    | 5       | 5     | 10    |
| 2     | Valeria Tarasova             | "See You Soon"     | 5    | 1       | 6     | 9     |
| 3     | SunStroke Project & Оля Тира | "Run Away"         | 12   | 12      | 24    | 1     |
| 4     | Pasha                        | "You Should Like"  | 10   | 7       | 17    | 3     |
| 5     | Dyma                         | "Manipulate"       | 2    | 4       | 6     | 7     |
| 6     | Pavel Turcu                  | "Imn Eurovision"   | 0    | 6       | 6     | 6     |
| 7     | Eugen Doibani                | "Love Sweet Love"  | 1    | 3       | 4     | 11    |
| 8     | Boris Covali                 | "No Name"          | 9    | 0       | 9     | 5     |
| 9     | Carolina Gorun               | "Addicted"         | 0    | 0       | 0     | 13    |
| 10    | Gicu Cimbir                  | "Cine sunt eu"     | 3    | 0       | 3     | 12    |
| 11    | Millenium                    | "Before You Go"    | 7    | 10      | 17    | 2     |
| 12    | Cristina Croitoru            | "My Heart"         | 6    | 9       | 15    | 4     |
| 13    | Monkey Mind and Daniela      | "Smile"            | 0    | 0       | 0     | 13    |
| 14    | Alexandru Manciu             | "Rămîi lîngă mine" | 4    | 2       | 6     | 8     |

## На Евровидении
Представители Молдовы выступали 25 мая в первом полуфинале и прошли в финал конкурса. 29 мая в финальной части группа выступила под 4 номером. По итогам голосования заняли 22 место с 27 баллами. Больше всего в финале конкурса (10) баллов им дала  Румыния.
| 12 баллов | 10 баллов  | 8 баллов | 7 баллов | 6 баллов                   |
| --------- | ---------- | -------- | -------- | -------------------------- |
|           | - Румыния  |          |          | - Азербайджан - Португалия |
| 5 баллов  | 4 баллов   | 3 баллов | 2 баллов | 1 баллов                   |
|           | - Беларусь |          |          | - Грузия                   |

## После Евровидения
- Сергей Степанов, благодаря экстравагантной внешности и движениям на сцене, стал известен в сети Интернет под псевдонимом Epic Sax Guy[3].
- Норвежская телекомпания NRK назвала выступление представителей Молдовы вторым из десяти самых незабываемых событий Евровидения в Осло[4].